# Unterseeboot UC-58
Pour les autres navires du même nom, voir Unterseeboot 58.
L'Unterseeboot UC-58 est un sous-marin (U-Boot) mouilleur de mines allemand de type UC II utilisé par la Kaiserliche Marine pendant la Première Guerre mondiale. Le U-boot a été commandé le 12 janvier 1916, mis sur cale le 18 mars 1916 et lancé le 21 octobre 1916. Il a été mis en service dans la marine impériale allemande le 12 mars 1917 sous le nom de UC-58. 

## Conception

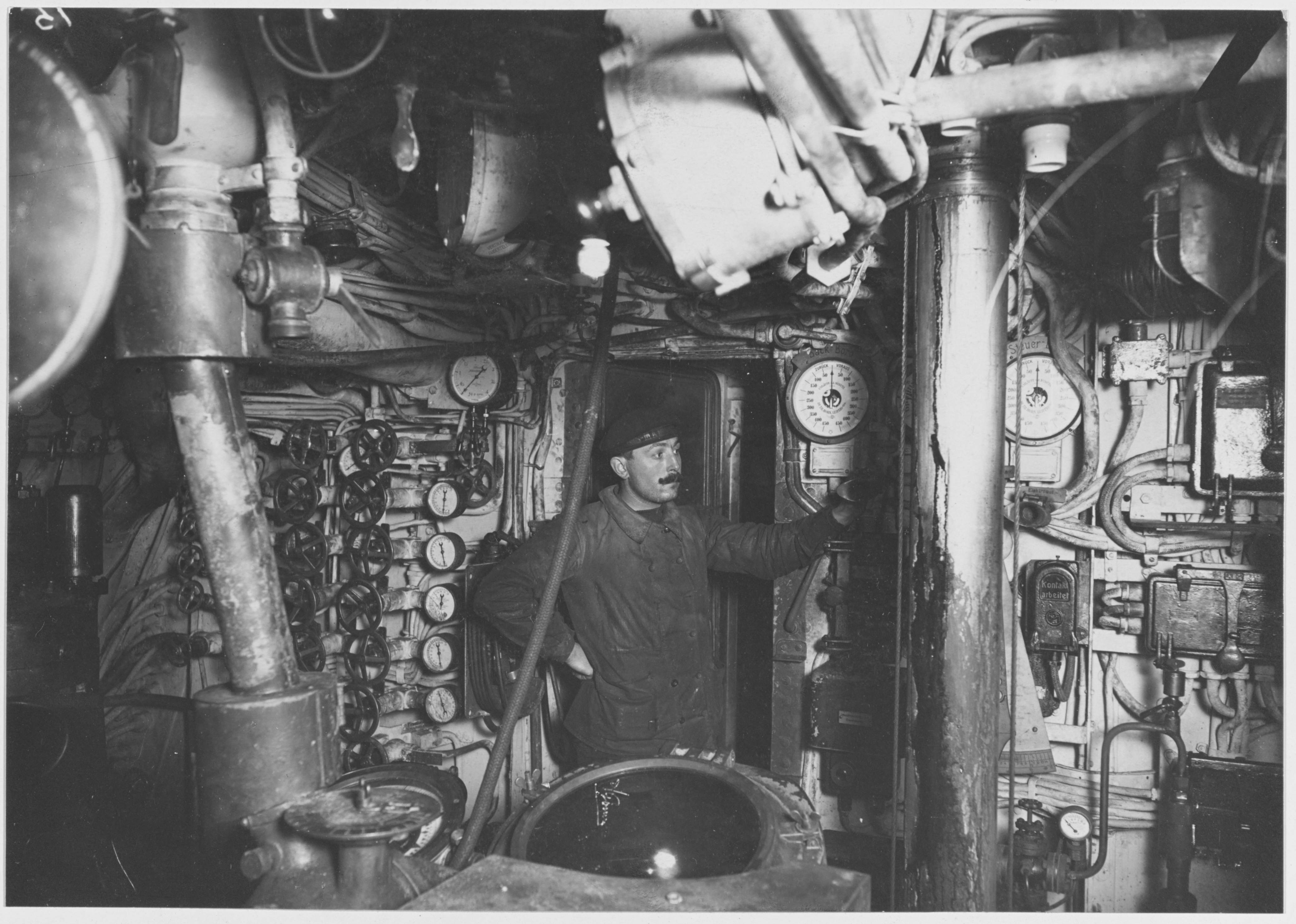
Intérieur de l'UC-58.

Sous-marin de type UC II, l'UC-58 avait un déplacement de 415 tonnes en surface et de 498 tonnes en plongée. Il avait une longueur hors tout de 50,52 m, un maître-bau de 5,22 m et un tirant d'eau de 3,61 m. Le sous-marin était propulsé par deux moteurs diesel 6 cylindres à quatre temps produisant chacun 290 à 300 ch (210 à 220 kW), soit un total de 580 à 600 ch (430 à 440 kW), et par deux moteurs électriques produisant 620 ch (460 kW), actionnant deux arbres d'hélice.
Le sous-marin avait une vitesse maximale de 11,6 nœuds (21,5 km/h) en surface et de 7,3 nœuds (13,5 km/h) en immersion. Son autonomie était de de 8660 à 9450 milles marins (16040 à 17500 km) à 7 nœuds (13 km/h) en surface, et de 52 milles marins (96 km) à 4 nœuds (7,4 km/h) en immersion. Il lui fallait 48 secondes pour plonger, et il était capable d’opérer à une profondeur maximale de 50 mètres.
L'UC-58 était équipé de trois tubes lance-torpilles de 500 mm, un à l’arrière et deux à l’avant, avec sept torpilles, et d’un canon de pont de 8,8 cm SK L/30. Mais son arme principale était ses six puits de mines de 1000 mm portant dix-huit mines UC 200. Son effectif était de vingt-six membres d’équipage.

## Engagements
En douze patrouilles, l'UC-58 a coulé 25 navires, soit par ses torpilles, soit par les mines qu’il a posées. L'UC-58 se rend le 24 novembre 1918 et il est démantelé à Cherbourg en 1921.

## Affectations
- Flottille de la Baltique du 9 mai au 11 décembre 1917
- I Flottille du 11 décembre 1917 au 11 novembre 1918

## Commandants
- Oberleutnant zur See / Kapitänleutnant Karl Vesper : du 12 mars 1917 au 19 avril 1918
- Oberleutnant zur See / Kapitänleutnant Kurt Schwarz : du 20 avril au 11 novembre 1918

## Navires coulés
| Date              | Nom                     | Nationalité    | Tonnage | Destin    |
| ----------------- | ----------------------- | -------------- | ------- | --------- |
| 19 mai 1917       | Erik                    | Suède          | 785     | Coulé     |
| 19 mai 1917       | 'Göta                   | Suède          | 1128    | Capturé   |
| 19 mai 1917       | Kjell                   | Suède          | 235     | Coulé     |
| 19 mai 1917       | Kyros                   | Suède          | 221     | Coulé     |
| 19 mai 1917       | Lizzie                  | Suède          | 1095    | Capturé   |
| 19 mai 1917       | Märta                   | Suède          | 493     | Capturé   |
| 19 mai 1917       | Olga                    | Suède          | 83      | Coulé     |
| 19 mai 1917       | Pauline                 | Suède          | 168     | Coulé     |
| 19 mai 1917       | Therese                 | Suède          | 208     | Coulé     |
| 3 juin 1917       | Sten II                 | Russie         | 227     | Coulé     |
| 6 juin 1917       | Edvard                  | Suède          | 98      | Coulé     |
| 6 juin 1917       | Elianna                 | Suède          | 75      | Coulé     |
| 11 juin 1917      | August                  | Suède          | 120     | Coulé     |
| 15 juin 1917      | Cleo                    | Suède          | 92      | Coulé     |
| 7 juillet 1917    | MT 11                   | Russie         | 29      | Coulé     |
| 7 juillet 1917    | MT 14                   | Russie         | 29      | Coulé     |
| 14 juillet 1917   | Bonus                   | Russie         | 111     | Coulé     |
| 10 septembre 1917 | Sims                    | Russie         | inconnu | Coulé     |
| 27 novembre 1917  | Bditelnyi               | Russie         | 380     | Coulé     |
| 30 novembre 1917  | MT 1                    | Russie         | 25      | Coulé     |
| 29 décembre 1917  | Ennismore               | United Kingdom | 1499    | Coulé     |
| 1 janvier 1918    | Eriksholm               | Suède          | 2632    | Coulé     |
| 12 janvier 1918   | Adolph Meyer            | Suède          | 807     | Coulé     |
| 11 février 1918   | Baku Standard           | United Kingdom | 3708    | Coulé     |
| 12 février 1918   | St. Magnus              | United Kingdom | 809     | Coulé     |
| 13 février 1918   | Lackawanna              | United Kingdom | 4125    | Endommagé |
| 18 mai 1918       | USS William Rockefeller | US Navy        | 7175    | Coulé     |
| 28 juin 1918      | Pochard                 | United Kingdom | 146     | Coulé     |
| 17 septembre 1918 | Muriel                  | United Kingdom | 1831    | Coulé     |